# Otto Bovensiepen
Otto Richard Bovensiepen (født 8. juli 1905 i Duisburg, død 18. februar 1979 i Zusmarshausen) var en tysk politioberst, SS-Standartenführer og chef for det tyske sikkerhedspoliti i Danmark fra januar 1944 til krigsafslutningen.
Bovensiepen tog studentereksamen i 1925 og læste jura ved universitetet i Bonn. Allerede som student blev han medlem af nazistpartiet (NSDAP). Kort efter afslutningen af studierne i 1933 fik han ansættelse i det hemmelige statspoliti Gestapo i Düsseldorf og samtidig blev han optaget i SA. Året efter blev han leder af Gestapos afdeling i Magdeburg. I de følgende år blev han forflyttet flere gange, indtil han kom til Halle an der Saale som chef for Gestapoafdelingen. I forbindelse med Østrigs "Anschluss" i 1938 var han i en kort periode beskæftiget med opbygningen af et Gestapotjenestested i den østrigske by Eisenstadt. Fra 1936 var Bovensiepen medlem af SS.
I marts 1941 overtog Bovensiepen ledelsen af Gestapo i Berlin, det største statspolititjenestested i Tyskland. Hans involvering i en korruptionsaffære medførte i april 1943 et kortvarigt stop i karrieren og en forflyttelse til Kassel.
I januar 1944 blev Bovensiepen, der kort forinden var blevet udnævnt til oberst i politiet og SS-Standartenführer, leder af det tyske sikkerhedspoliti og af sikkerhedstjenesten (SD) i Danmark. Hans hovedopgave her var at bekæmpe den danske modstandsbevægelse ved hjælp af tysk "modterror". Han blev en af de hovedansvarlige for de clearingmord og anden form for terror, som blev gennemført fra tysk side i besættelsens sidste år, bl.a. af Petergruppen og Lorenzen-gruppen.
I forbindelse med krigens afslutning forsvandt Bovensiepen til Tyskland, men blev taget til fange af de allierede og udleveret til Danmark. Han blev én af fire anklagede i den såkaldte store krigsforbryderproces, som blev gennemført i Danmark. Bovensiepen blev den 28. september 1948 ved Københavns Byret dømt til døden hovedsagelig på grund af sit ansvar for den såkaldte modterror. Ved ankesagen i Østre Landsret blev dommen ændret til livsvarigt fængsel, hvilket blev stadfæstet ved Højesteret i marts 1950. Den 1. december 1953 blev Bovensiepen – efter pres fra den vesttyske regering – løsladt og udvist af Danmark.
Bovensiepen levede derefter som forsikringsmand i Mülheim an der Ruhr. I 1963 kom han i det tyske justitsvæsens søgelys på grund af sin medvirken ved deportationen af ca. 50.000 jøder fra Berlin, mens Bovensiepen var politichef. Først i 1969 kom retssagen i gang, men den måtte indstilles året efter, fordi Bovensiepen efter en blodprop i hjertet blev anset for at være ude af stand til at medvirke.